# 涅姆恰

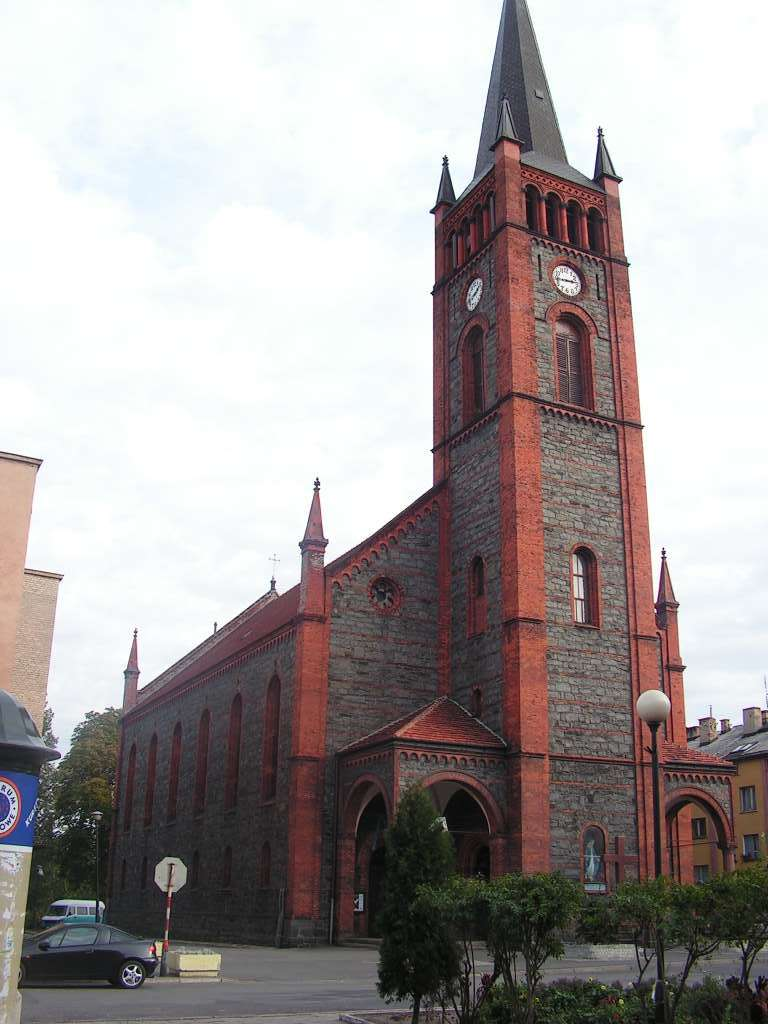

涅姆恰是波蘭的城鎮，位於該國西南部，距離首府弗罗茨瓦夫48公里，由下西里西亞省負責管轄，面積19.81平方公里，是該地區的旅遊中心，2007年人口3,085。
50°43′N 16°50′E / 50.717°N 16.833°E